# Nossa Senhora da Conceição (Alandroal)
Nossa Senhora da Conceição ist eine ehemalige Gemeinde (Freguesia) im portugiesischen Kreis (Concelho) von Alandroal. Sie hatte 1867 Einwohner (Stand 30. Juni 2011).
Die Gemeinde Nossa Senhora da Conceição war die eigentliche Ortsgemeinde der Kleinstadt (Vila) Alandroal. Hier finden sich, neben den wichtigsten Verwaltungseinrichtungen, auch einige der bedeutendsten Sehenswürdigkeiten des Ortes, darunter die Burganlage. Der gesamte historische Ortskern steht hier unter Denkmalschutz.

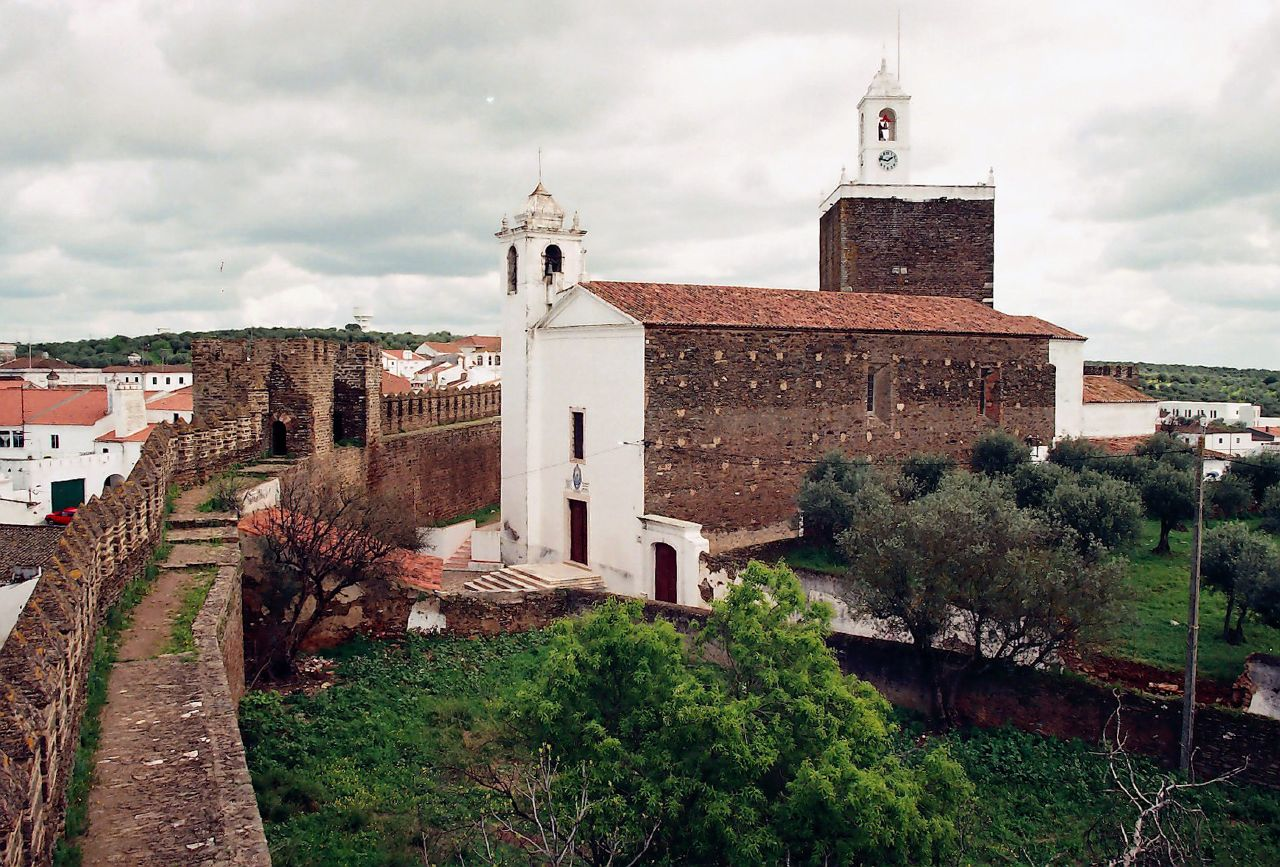
Kastell und Kirche von Nossa Senhora da Conceição.

Im Zuge der Gebietsreform vom 29. September 2013 wurden die Freguesias Nossa Senhora da Conceição (Alandroal), São Brás dos Matos (Mina do Bugalho) und Juromenha zur neuen Freguesia União das Freguesias de Alandroal (Nossa Senhora da Conceição), São Brás dos Matos (Mina do Bugalho) e Juromenha zusammengefasst. Nossa Senhora da Conceição (Alandroal) ist Sitz dieser neu gebildeten Freguesia.